# 吊鐘洲
吊鐘洲（英語：或）是香港一個島嶼，位於新界西貢區牛尾海與糧船灣海之間，處於滘西洲以南、牛尾洲以東、匙洲以西。吊鐘洲的山勢看似吊鐘，因而得名。吊鐘洲憑著被海浪侵蝕的流紋岩所形成的海蝕洞、海岩柱、海蝕拱及海蝕隙等景觀，成為香港地質公園的景點之一。

## 地質
吊鐘洲的柱狀節理主要是四方或五方的岩柱，有別於西貢其他島嶼的六角形岩柱。

## 區議會議席分佈
吊鐘洲人口少，所以往往加入其他地方而組合為西貢離島選區，選出一名區議員。
| 年度/範圍  | 2000-2003    | 2004-2007    | 2008-2011    | 2012-2015    | 2016-2019    | 2020-2023    |
| ---------- | ------------ | ------------ | ------------ | ------------ | ------------ | ------------ |
| 吊鐘洲全島 | 西貢離島選區 | 西貢離島選區 | 西貢離島選區 | 西貢離島選區 | 西貢離島選區 | 西貢離島選區 |

## 事故
2018年7月4日，一名女子在西貢吊鐘洲遇溺死亡。警方早上10時許接報，水警趕到現場將女子救起，遇溺女子隨後被送往將軍澳醫院，搶救後不治。